# Doping

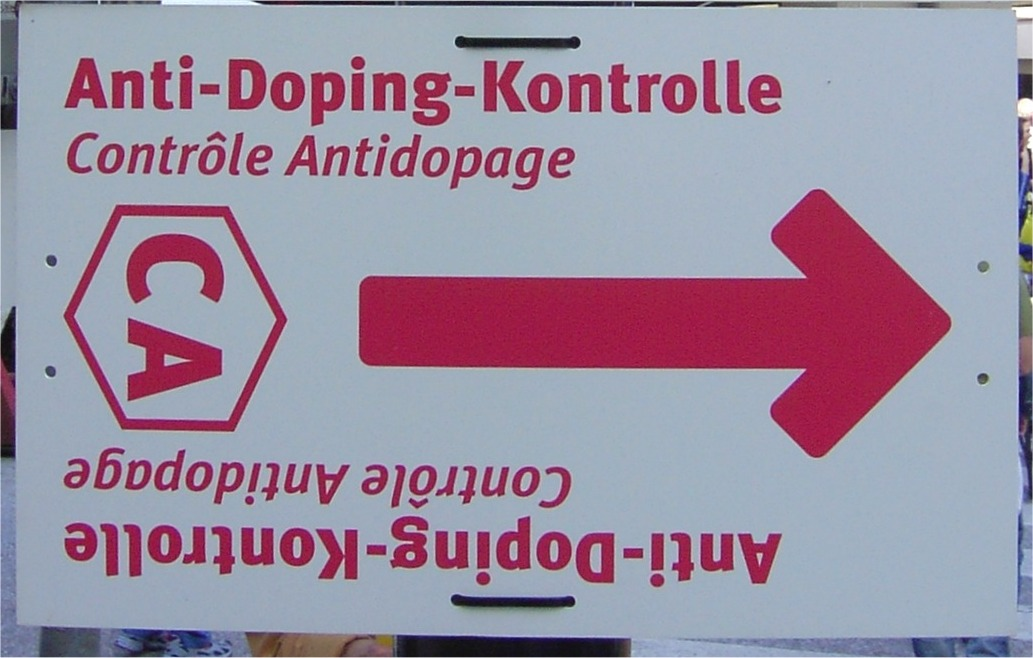
Hinweistafel für Dopingkontrolle bei der Deutschland-Tour 2005

Unter Doping versteht man die Einnahme von unerlaubten Substanzen oder die Nutzung von unerlaubten Methoden zur Steigerung bzw. zum Erhalt der – meist sportlichen – Leistung.
Im Sport ist Doping verboten, da die – für die Sportler häufig mit dem Risiko einer Gesundheitsschädigung einhergehende – Anwendung von Dopingmitteln zu einer ungleichen Chancenverteilung im sportlichen Wettbewerb führt. Darüber besteht eine Verwandtschaft zum Medikamentenmissbrauch mit der Gefahr des Entstehens von Abhängigkeiten bis hin zur Abhängigkeit von psychoaktiven Substanzen.
Eine einheitliche Logik der Verbote gibt es nicht: In jedem Jahr wird im Spätherbst die Liste der verbotenen Substanzen durch die Welt-Anti-Doping-Agentur (WADA) überprüft; die neue Liste gilt dann ab 1. Januar des folgenden Jahres. Trotz kurzer Zeit, in der man beim Dopingtest das Vorhandensein von Dopingsubstanzen im Urin nachweisen kann, haben solche Tests ein erhebliches Drohpotenzial, der Erfolg scheint jedoch begrenzt.
Der Begriff wird auch im beruflichen Bereich im Zusammenhang mit Aufputschmitteln sowie erwünschten oder (vermeintlich) benötigten Steigerungen von z. B. Aufmerksamkeit, Ausdauer, Leistung und Stressresistenz verwendet. Laut dem im Frühjahr des Jahres erschienenen Gesundheitsreport 2015 der Deutschen Angestellten-Krankenkasse („DAK-Gesundheit“) vom Frühjahr 2015 verwenden in diesem Zusammenhang schätzungsweise bis zu 5 Millionen Beschäftigte zeitweise rezeptpflichtige Medikamente.
Leistungssteigernde Substanzen werden außerhalb des Sports, teils mit Rezept, in vielen Gesellschaften eingesetzt. So ist etwa die Verwendung von aus militärwissenschaftlicher Forschung entwickelten Substanzen, deren Einsatz im Sport als Doping gelten, in den USA an der Tagesordnung.

## Herkunft des Wortes
Das Wort „Doping“ kommt aus dem Englischen und ist das Gerundium des Verbs to dope (= Drogen verabreichen). Sein etymologischer Ursprung liegt allerdings im Afrikaans, einer vom Niederländischen abgeleiteten Sprache in Südafrika: Bei Dorffeiern der Einheimischen wurde ein schwerer Schnaps, der sogenannte „Dop“, getrunken – die Afrikaner übernahmen das Wort und gebrauchten es als generelle Bezeichnung für Getränke mit stimulierender Wirkung. Aus dem Afrikaans fand das Wort seinen Weg ins Englische, wo es schließlich im Zusammenhang mit Aufputschmitteln, die bei Pferderennen zum Einsatz kamen, verwendet wurde. Als der Begriff 1889 zum ersten Mal in einem englischen Lexikon auftauchte, bezeichnete er entsprechend auch die Verabreichung einer Mischung aus Opium und verschiedenen Narkotika an Rennpferde.
Anfang des 20. Jahrhunderts wurden dann auch Substanzen wie Kokain, Morphin, Strychnin und Koffein als „Dopingmittel“ bezeichnet. Mit der Erfindung synthetischer Hormone in den 1930er Jahren hielt medikamentöses Doping Einzug in den Sport. Die ersten Dopingkontrollen bei Olympischen Spielen wurden 1968 während der Winterspiele in Grenoble und der Sommerspiele in Mexiko durchgeführt.

## Definition
Bis jetzt gibt es keine genaue Formulierung, die eingrenzt, was Doping ist und was nicht. 1963 definierte der Europarat Doping als „die Verabreichung oder den Gebrauch körperfremder Substanzen in jeder Form und physiologischer Substanzen in abnormaler Form oder auf abnormalem Weg an gesunde Personen mit dem einzigen Ziel der künstlichen und unfairen Steigerung der Leistung für den Wettkampf.“

Für das Aufstellen von Dopingregeln war diese Definition aber zu ungenau (allein die Formulierung „in abnormaler Form“ ließ zu viel Interpretationsspielraum). Deshalb wurden einerseits sportrechtliche Definitionen entwickelt, die klären sollen, was aus Sicht des Sportrechts als Doping zu gelten habe und was nicht. Zudem existieren jedoch weitergefasste Definitionen, die für den öffentlichen Diskurs, für die Sportpädagogik bzw. die Dopingprävention und für die berufsständische Beurteilung von ärztlich-ethischem Verhalten von großer Bedeutung sind.
Es gibt auch die Spezialform des „mechanischen Dopings“, bei dem vor allem Motoren als Kraftverstärker benutzt werden. Während diese im Fall von Exoskeletten im Wettkampf gut sichtbar wären, ist es offenbar gelungen, Motoren in Fahrrädern zu verstecken, die im Radrennsport eingesetzt wurden. 
Vorstellbar ist auch die Verwandlung von Sportlern in Cyborgs. In diesem Fall würden leistungssteigernde Gegenstände fest im (und teilweise auch am) Sportlerkörper verbaut. Dass ein „Cyborg“ leistungsstärker sein kann als ein nicht mit elektronischen und mechanischen Hilfsmitteln „verbesserter“ Mensch, bewies Hugh Herr, Forscher beim Massachusetts Institute of Technology, der bei einem Unfall beide Unterschenkel verloren hatte und mit zwei High Tech-Prothesen eine Steilwand schneller hinaufkletterte als seine Freunde ohne amputierte Gliedmaßen.

### Sportrechtliche Definition
Im Jahr 1977 definierte der Deutsche Sportbund Doping als den „Versuch unphysiologischer Steigerung der Leistungsfähigkeit durch Anwendung von Doping-Substanzen (…)“, griff damit aber innerhalb der Definition selbst auf den Begriff „Doping“ bzw. „Doping-Substanzen“ zurück. Bei der Welt-Doping-Konferenz 1999 in Lausanne wurde schließlich eine neue Definition festgelegt, die Doping über eine Liste der ausdrücklich verbotenen Mittel und Verhaltensweisen bestimmte. Als Grundlage diente ein Entwurf des Internationalen Olympischen Komitees (IOC):

„Doping ist definiert als 1. der Gebrauch eines Hilfsmittels (Substanz oder Methode), das potenziell gesundheitsgefährdend ist und die sportliche Leistung des Athleten verbessert, sowie als 2. die Anwesenheit einer Substanz im Körper eines Athleten, die auf der Liste, die dem gegenwärtigen Medical Code beigefügt ist, aufgeführt ist, oder der Gebrauch einer Methode, die auf dieser Liste aufgeführt ist.“

Seit dem 1. Januar 2004 gilt die Doping-Definition der World Anti-Doping Agency (WADA). Sie erweiterte die IOC-Regeln. Die verschiedenen Abschnitte der Definition sind in den Artikeln 1 und 2 des World Anti-Doping Codes zusammengefasst. Durch die jährlich neu gefasste Definition der im Wettkampf und/oder im Training verbotenen Substanzen und Verfahren ist eine konsequente Verfolgung von Dopingvergehen erschwert.

### Sportpädagogische Definition / Doping aus präventionstheoretischer Sicht
Aus Sicht der Dopingprävention und der ärztlichen Ethik kommen neben dieser Definition von „Doping im engeren Sinne“ weitergefasste Definitionen zum Tragen. Sie sind für die sportrechtliche Dopingdiskussion zwar nicht maßgebend, korrespondieren aber eng mit dem öffentlichen Diskurs über Doping und sind entscheidend für die Prävention. Man könnte hier von einem „Doping im weiteren Sinne“ oder von „Dopingmentalität“ sprechen. Diese liegt nach Andreas Singler (2011, S. 38) vor, „wenn Mittel gezielt zur Leistungssteigerung eingenommen werden, unabhängig davon, ob sie verboten sind oder nicht“. Der französische Gesundheitssoziologe Patrick Laure operiert ebenfalls mit dem Begriff der Dopingmentalität, selbst wenn nicht sportrechtlich verbotene Substanzen – und seien es „nur“ sogenannte Nahrungsergänzungsmittel – zum Einsatz kommen sollten. Die Bereitschaft zur Einnahme von Medikamenten oder Substanzen zur Leistungssteigerung auch im sportrechtlich nicht verbotenen Bereich könne als Zeichen fehlender Selbstwirksamkeitserwartung angesehen werden und verweise aus psychologischer Sicht auf das Fehlen eines wichtigen Schutzfaktors gegen Doping (Singler ebd.).

### Medizinethische Definition von Doping
Die Berufsordnung für Ärzte und z. B. die Deklaration von Lissabon verbieten es Ärzten, mithilfe von Pharmaka oder anderer Substanzen zum Zweck der Leistungssteigerung Behandlungen vorzunehmen. Daher sind alle medizinisch-pharmakologischen Interventionen, die der Leistungssteigerung dienen und mit denen eine medizinische Indikation nicht verbunden werden kann, aus medizinethischer Sicht abzulehnen. Das Berufsgericht für Ärzte in Freiburg bezeichnete im Jahr 1992 jede Form der medizinisch nicht indizierten medizinischen Intervention als Doping. Sportrechtliche Überlegungen schränken diese Einschätzung nicht ein. Auch der Verwaltungsjurist Joachim Linck (1987) sah mit Verweis auf die Berufsordnung und berufsständische Konventionen für Ärzte als Doping – aus medizinischer Sicht – jede Form der nicht indizierten Intervention an.

## Arten des Dopings
Eine besondere Abart der Leistungssteigerung ist das Boosting. Hiermit fügt sich ein Sportler Schmerzen wegen des Adrenalinschubs zu. Insofern es eine unerlaubte Methode zur Leistungssteigerung ist, lässt es sich als Doping einordnen.

### Wirkstoffgruppen und deren Auswirkungen auf den Organismus
Beim Doping werden folgende drei Gruppen unterschieden:
- verbotene Wirkstoffe,
- nicht erlaubte Methoden, die angewendet werden können, um die Leistung des Sportlers zu steigern,
- Wirkstoffe, die bestimmten Einschränkungen unterliegen.

Die Gruppe der verbotenen Wirkstoffe unterteilt sich in Stimulanzien, Narkotika, Anabolika, Diuretika sowie Peptid- und Glykoproteinhormone. Verboten sind weiterhin auch alle Stoffe, die in ihrer Wirkung oder chemischen Struktur mit den oben genannten Stoffen verwandt sind. Einige Fachverbände haben ihre Dopinglisten um weitere Doping-Klassen erweitert, so zum Beispiel die FITA, die zusätzlich Antipsychotika, Anxiolytika, Hypnotika/Sedativa und Antidepressiva auflistet, weil dadurch der Ablauf des Bogenschießens erheblich beeinflusst werden kann.
| Mittel                          | Beispiele                                   | Wirkung |
| ------------------------------- | ------------------------------------------- | --- |
| Peptid- und Glykoproteinhormone | Wachstumshormone (HGH), Erythropoetin (EPO) | Vermehrung der roten Blutkörperchen, Verbesserung des Sauerstofftransports, Wachstumsbeschleunigung                     |
| Anabole Steroide                | Nandrolon, Dianabol, Stanozolol             | Verstärkung des muskulären Wachstums, kürzere Regenerationszeiten, Entzündungshemmung                                   |
| Stimulanzien                    | Amphetamin, Ephedrin, Captagon, Kokain, THC | Steigerung der Wachsamkeit, Erhöhung der Schmerzgrenze, Verbesserung der Konzentration, Erhöhung der Risikobereitschaft |
| Narkotika                       | Morphin                                     | Betäubung von Schmerzen                                                                                                 |

#### Stimulanzien
Beispiele für Stimulanzien sind Ephedrin und andere Amphetaminderivate, Purinalkaloide (Xanthine) wie Koffein und weitere Substanzen wie Kokain. Die chemischen Strukturen von Amphetamin oder Ephedrin beispielsweise sind ähnlich den körpereigenen Hormonen Adrenalin und Noradrenalin. Stimulanzien wirken auf das zentrale Nervensystem und steigern die motorische Aktivität. Sie verbessern das Zusammenwirken zwischen Gehirn und Muskulatur und damit die Koordination. Die Nebenwirkungen von Stimulanzien sind Stresssymptome, starke Schlafprobleme und dauerhafte Aggression. Bei der überhöhten Einnahme von Stimulanzien reagiert das körpereigene Warnsystem nicht mehr, und alle restlichen Körperreserven werden verbraucht, ohne dass der Athlet dies bemerkt. Dies führt dann zu starker Erschöpfung, Ohnmacht und im Extremfall auch zum Tod. Stimulanzien kommen in der Medizin vereinzelt zum Einsatz. Ephedrine bewirken ein Erschlaffen der Bronchien und das Abschwellen der Nasenschleimhaut, weswegen sie in vielen Erkältungsmitteln zu finden sind, ein Beispiel dafür wäre Pseudoephedrin, das derzeit in Deutschland – ausschließlich in Kombination mit anderen Arzneistoffen wie beispielsweise Cetirizin oder Acetylsalicylsäure – verwendet wird. Mit der Einnahme von Erkältungsmitteln, die Ephedrine enthalten, verstößt ein Sportler gegen das Dopingverbot und hat mit den gleichen Konsequenzen zu rechnen wie bei der gewollten Einnahme eines Dopingmittels. 2002 wurde Jan Ullrich während eines Aufenthalts in einer Rehabilitationsklinik positiv auf Amphetamine getestet und erhielt eine sechsmonatige Dopingsperre. Seit 2013 würde er hierfür nicht mehr gesperrt, da Stimulanzien seitdem noch im Wettkampf, nicht aber im Training verboten sind.
Koffein gehört ebenso zu der Gruppe der Stimulanzien. Von 1984 bis 2004 galt es bei der Überschreitung des Toleranzwertes von 12 mg pro Liter Urin als Doping, wurde nun allerdings komplett von der Dopingliste genommen. Dennoch wurde die leistungssteigernde Wirkung bei mehreren konditionellen Komponenten (vor allem Ausdauer, aber auch Schnelligkeit, Kraft und außerdem spezielle Bewegungen wie Wurf) belegt. Es wurde zudem nachgewiesen, dass nach Einnahme von Koffein die Konzentration von freien Fettsäuren im Blut zunahm. Für Ausdauersportler sind diese in der Wissenschaft noch nicht ganz unumstrittenen empirischen Daten von recht hoher Relevanz. Denn der Ausdauersportler hat das Interesse, seine Glykogenspeicher für einen Schlussspurt zu schonen und fettverbrennend zu laufen. Die Wirkung von Koffein entfaltet sich eine Stunde bis eineinhalb Stunden nach Einnahme und hält ungefähr vier bis fünf Stunden an.

#### Narkotika
Unter Narkotika werden verschiedene Substanzenklassen zusammengefasst. Geläufige Klassen sind unter anderem die Sedativa, zu denen die Benzodiazepine gehören, und die Analgetika (Schmerzmittel), wie die Opioide, die aus Morphin, anderen Morphium-Derivaten und anderen Stoffen bestehen, die morphinartige Eigenschaften aufweisen. Zu den bekanntesten Opioiden zählen Heroin, Methadon oder Tramadol, die entweder aus dem Opium, das wiederum aus Schlafmohn gewonnen wird, produziert oder vollständig synthetisch hergestellt werden. Analgetika wirken schmerzunterdrückend und werden u. a. kurzfristig nach Operationen oder als Dauertherapie bei sehr schweren Erkrankungen wie Krebs verabreicht. Im Sport werden Narkotika für verschiedene Zwecke missbraucht. Sie finden wegen ihrer beruhigenden Wirkung auf den menschlichen Organismus in Sportarten wie Golf und beim Sportschießen ihre Anwendung (Besonders Sedativa wie Valium). Des Weiteren führen sie bei zu hoher Dosierung zu Ohnmacht und Bewusstseinstrübung. Jedoch muss der Sportler bei der Einnahme von Erkältungsmitteln aufpassen, da in diesen oft Codein enthalten ist, das zwar nicht verboten ist, aber vom Körper zu einem gewissen Teil in Morphin umgewandelt wird. Wird der Grenzwert von 1 mg Morphin pro Liter Urin nicht überschritten, ist die Probe als negativ zu bewerten.

#### Anabolika
Unter Anabolika werden in der Regel anabole Steroide verstanden. Fast alle anabolen Steroide sind Derivate (Abkömmlinge) des männlichen Sexualhormons Testosteron (auch reines Testosteron zählt zu den Anabolika). Wird von außen Testosteron zugeführt, nimmt die Muskelmasse zu, ohne dass Körperfett eingelagert wird. Eventuell wird das vorhandene Körperfett sogar verringert. Somit sind anabole Steroide interessant für Sportarten, bei denen die Muskelmasse ausschlaggebend ist, für die Schnellkraft. Beispiele sind Sprint, Weitsprung und Gewichtheben, auch Bodybuilding.
Auch in Ausdauersportarten wie dem Straßenradsport werden anabole Steroide eingesetzt. Sie regen die Proteinsynthese an und verbessern vor allem die Fähigkeit des Körpers, sich zu regenerieren. Der Sauerstoff wird besser im Körper transportiert. Insbesondere in Trainingsphasen, in denen mit hoher Intensität trainiert wird, bringt dies entscheidende Vorteile. Anabole Steroide können sogar kurzfristig die Leistung steigern. Ein prominentes Beispiel ist ein Etappensieg des Radrennfahrers Floyd Landis bei der Tour de France 2006. Noch am Tag zuvor war seine Leistung stark eingebrochen, er hatte zehn Minuten hinter dem Tagessieger gelegen. Die Erklärung für den Etappensieg lieferte später der positive Test auf Testosteron.
Anabole Steroide kommen jedoch mit vielen Nebenwirkungen daher. Männer werden eventuell „weiblicher“, denn wenn in ihrem Körper zu viel Testosteron vorkommt, wird er teilweise in das weibliche Sexualhormon Östrogen umgewandelt („aromatisiert“). Die Brustdrüsen können wachsen, eine weibliche Brust entsteht (Gynäkomastie), es werden weniger Spermien produziert, die Hoden schrumpfen. Außerdem produziert der Körper weniger eigenes Testosteron oder stellt dies bei dauernder Zufuhr sogar ein.
Frauen werden hingegen „männlicher“: Die Brust bildet sich eventuell zurück, eine Glatze entsteht, Barthaare wachsen, der Kehlkopf wächst und sorgt für eine tiefere Stimme, die Klitoris wächst. Jugendliche erleben möglicherweise weniger Wachstum. Weitere häufige Nebenwirkungen sind Bluthochdruck, Akne, Haarausfall, verschlechterte Leberwerte, Verletzungen an Bändern und Sehnen, Reizbarkeit und Depressionen.
Bei beiden Geschlechtern steigt das Verletzungsrisiko, da die Kraft (schnell) zunimmt, die Rissresistenz der Sehnen und Bänder jedoch nicht.
Da Testosteron auch natürlicherweise im Körper vorkommt, lassen sich anabole Steroide nicht leicht nachweisen. Außerdem erfolgt der Abbau bereits innerhalb von zwei Tagen. Den Kontrolleuren hilft der Epitestosterongehalt: Normalerweise müsste er im Verhältnis von 1:1 im Urin enthalten sein. Eine Abweichung ist ein Hinweis auf ein zugeführtes Mittel. Allerdings lassen sich einige Sportler Epitestosteron spritzen, um den Wert auszugleichen. Jedenfalls gingen die Leistungen der Sportler in Kraft- und Schnellkraftsportarten stark zurück, nachdem Kontrollen bereits im Training eingeführt worden waren.
In der Medizin werden Anabolika bei Hormonstörungen eingesetzt. Dabei werden dem Körper Hormone zugeführt, die er selbst nicht mehr produzieren kann. Ein weitverbreitetes Dopingmittel dieser Kategorie ist Stanozolol.

#### Diuretika
Diuretika sind die einzigen Dopingsubstanzen, die keine Leistungssteigerung, sondern viel eher eine Minderung der Leistung des Athleten hervorrufen. Beispiele für verbotene Mittel sind Acetazolamid, Furosemid und Mersalyl. Anwendung finden Diuretika in Sportarten mit Gewichtsklassen wie Judo und Ringen, bei denen der Sportler unbedingt sein Gewicht halten muss, da er bei Wettkämpfen sonst nicht startberechtigt ist. Zwischen Wiegen und Wettkampf füllt der Sportler die Verluste wieder auf und ist so leistungsfähiger als seine Konkurrenten. Auch beim Pferdesport wird dieses Dopingmittel eingesetzt, da die Sportler extrem leicht sein müssen, um gute Leistungen zu erzielen. Im Bodybuilding finden Diuretika meist ihre Anwendung, um das im Unterhautfettgewebe gespeicherte Wasser loszuwerden, da möglichst viele Muskelpartien des Athleten erkennbar sein sollen.
Starke Diuretika sind in der Lage, in wenigen Stunden einen starken Wasserverlust herbeizuführen, der eine Gewichtsverringerung von ein bis drei Kilogramm mit sich bringen kann. Durch die schnelle Dehydratisierung gehen dem Körper viele Mineralstoffe verloren. Dies schwächt die Leistung des Sportlers und kann zu Muskelkrämpfen und Nierenschäden führen.
In Dopingkontrollen sind Diuretika schwer nachzuweisen, da sie größtenteils mit dem Urin aus dem Körper gespült werden. Aufgrund dieser Wirkung werden Diuretika oftmals als Maskierungsmittel benutzt, um den Nachweis anderer Dopingmittel zu erschweren. In der Medizin werden sie eingesetzt, um Ansammlungen von Wasser im Gewebe zu verringern.

#### Peptid- und Glykoproteinhormone
Peptid- und Glykoproteinhormone sind alle körpereigene Eiweiße. Dazu gehören HGH, Corticotropin und Erythropoetin. Es treten als Nebenwirkung Verformungen in Teilen des Körpers auf.
Corticotropin, auch unter der Abkürzung ACTH bekannt, reguliert die körpereigene Produktion von Cortisol und kann zu Euphorie führen. ACTH verursacht den Abbau beziehungsweise die Umverteilung körpereigener Energiereserven in Form von Fett und Zucker und fördert Infektionen durch die Unterdrückung der Entzündungsreaktion des Körpers.
Durch die Einnahme von Erythropoetin (EPO) steigt die Anzahl der roten Blutkörperchen im Blut stark an. Dies hat zur Folge, dass mehr Sauerstoff im Blut transportiert werden kann. Dadurch steigt die Ausdauer des Athleten, was in jeder Sportart, außer jenen mit geringer Ausdauerkomponente wie Darts oder Gewichtheben, vorteilhaft ist. Erst vor kurzer Zeit wurde eine Methode gefunden, die den Gebrauch dieses Hormons eindeutig nachweisen kann. Heute ist es möglich, EPO durch einen Urintest nachzuweisen. Als Nebenwirkungen von EPO sind Arterielle Hypertonie (Bluthochdruck) und eine Veränderung der Fließeigenschaften des Blutes bekannt. Das Blut wird zähflüssiger, wodurch die Gefahr erhöht wird, dass es die Herzkranzgefäße verstopft und der Athlet einen Herzinfarkt erleiden kann. Feine Äderchen (Kapillaren) im Gehirn oder in der Lunge können ebenfalls nicht mehr versorgt werden, was das Risiko eines Infarktes oder Schlaganfalls beträchtlich erhöht.
Der medizinische Einsatzzweck ist die Behandlung von Blutarmut oder die Unterstützung der Therapie von Krebskranken nach einer Chemotherapie.

#### Epo und Blutdoping
Erythropoetin (EPO) gilt (neben dem erlaubten Kreatin) als die „Modedroge“ im Sport, vor allem im Ausdauersport.
Unter Blutdoping versteht man die Verabreichung von Vollblut oder von Zubereitungen, die rote Blutkörperchen enthalten. Durch diese Maßnahme wird die Erythrozytenzahl im Blut erhöht. Die Sauerstofftransportkapazität wird somit verbessert. Publik ist das eigentliche Blutdoping (Transfusion von Eigen- oder Fremdblut mit vermehrten roten Blutkörperchen) seit den Olympiasiegen 1972 des finnischen Langstreckenläufers Lasse Virén, dem solche (damals auch noch nicht verbotenen) Bluttransfusionen unterstellt wurden.
→Erythropoetin als Dopingmittel

### Methoden
Seit dem 1. Januar 2003 werden verbotene Methoden zum ersten Mal genauer in den Dopingregeln beschrieben. Sie werden in drei Gruppen unterteilt: die Erhöhung der Transportkapazität für Sauerstoff sowie Gendoping und Wirkstoffe, die bestimmten Einschränkungen unterliegen.

#### Erhöhung der Transportkapazität für Sauerstoff
Die Leistungsfähigkeit vieler Sportler ist von deren Ausdauer abhängig und diese wiederum von der Sauerstoffzufuhr in den Muskeln. Eine Methode, die Transportfähigkeit des Blutes für Sauerstoff zu erhöhen, ist das Blutdoping. Dabei wird nach einem Höhentraining, nach dem sich mehr rote Blutkörperchen im Blut befinden als üblich, eine größere Menge Blut entnommen. Dieses Blut wird gelagert und dann kurz vor einem späteren Wettkampf in den Körper des Athleten transfundiert. Dadurch hat er eine vermehrte Anzahl von roten Blutkörperchen im Blut und seine Leistung steigt. Somit kann die zunächst leistungsschwächende Blutentnahme weit vor einen wichtigen Wettkampf vorgelagert werden. Diese Methode ist direkt nicht nachweisbar, so lange es sich um transfundiertes Eigenblut und nicht um Fremd- oder Tierblut handelt.
Des Weiteren sind auch alle anderen Methoden und Wirkstoffe verboten, welche die Sauerstoffaufnahmekapazität steigern. Ein Grenzfall ist das Training in Unterdruckkammern, wie es in der DDR in den 1960er und 70er Jahren aufgrund der Reisebeschränkung vollzogen wurde. Durch den Unterdruck entsteht ein ähnlicher Effekt wie im Höhentrainingslager. Eine Abwandlung dieser Methode sind die sogenannten „Norwegerhäuser“. Hierbei handelt es sich um Häuser, die vollständig luftdicht abgeschlossen (und unter Luftunterdruck gesetzt) werden können. Dieser Methode bedienten sich in den 1980er und 90er Jahren viele skandinavische Ausdauersportler wie zum Beispiel Langläufer.
Sportmediziner haben 2020 herausgefunden, dass sich bei Sportlern, die über drei Wochen fünf Mal am Tag kleine Dosen Kohlenmonoxid einatmen, zusätzliches Hämoglobin bildet analog zur Wirkung im Höhentrainingslager. Ob sich dabei um Doping handelt, ist Gegenstand aktueller Diskussionen.

#### Gendoping

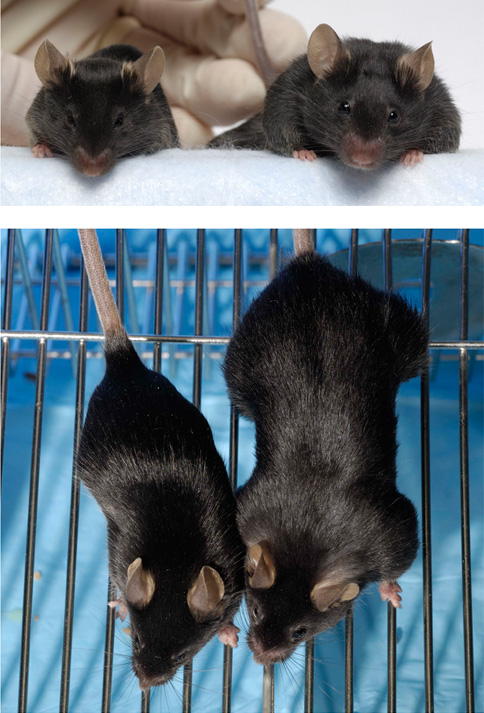
„Gendoping“ im Labor:
Bei der rechten Maus wurde das für Myostatin codierende Mstn-Gen abgeschaltet. Myostatin hemmt das Muskelwachstum. Durch das fehlende Myostatin ist die Muskelmasse der transgenen rechten Maus um den Faktor vier höher als bei dem Wildtyp (links)

Das Verbot des Gendopings besagt, dass jegliche Verwendung von Zellen, Genen und deren Bestandteilen untersagt ist, sofern sie die sportliche Leistung erhöhen können.

#### Wirkstoffe, die bestimmten Einschränkungen unterliegen
Zu dieser dritten großen Gruppe des Dopings gehören zum Beispiel Alkohol und Cannabis. Alle internationalen Sportfachverbände haben in Übereinstimmung festgelegt, dass sowohl Alkohol- als auch Cannabistests durchgeführt werden dürfen und deren positive Ergebnisse Sanktionen mit sich bringen können. Des Weiteren sind lokale Betäubungen nur erlaubt, wenn sie kein Kokain als Wirkstoff enthalten und eine medizinische Untersuchung zu Grunde liegt, die die Notwendigkeit bestätigt. Jedoch ist die schriftliche Mitteilung über die Diagnose, die Verabreichungsdosis und die Art der Verabreichung notwendig.
Der Einsatz von Corticosteroiden ist ebenfalls nur beschränkt zugelassen. Corticosteroide sind entzündungshemmende Medikamente. Eine lokale Anwendung der Entzündungshemmer an Haut, Ohr, Auge und Gelenken sowie die Inhalation sind erlaubt. Erfolgt eine Behandlung mit diesem Wirkstoff bei Wettkämpfen, ist eine schriftliche Mitteilung an die Wettkampfleitung erforderlich.

Betablocker sind Wirkstoffe, die nur beschränkt zulässig sind. Sie verhindern Nervosität und wirken beruhigend auf Herz und Kreislauf. In Sportarten, in denen Ruhe und Konzentration eine große Rolle spielen, sind Betablocker deshalb verboten. Der Sportler selbst hat die Aufgabe, zu überprüfen, ob einer dieser eingeschränkten Wirkstoffe in seiner Sportart oder seinem Land verboten sind.

## Risiken

### Schäden durch Doping
Die Risiken, die der Sportler eingeht, wenn er Dopingmittel zu sich nimmt, sind groß und lassen sich in vier Gruppen untergliedern: erstens das Risiko, des Dopinggebrauchs überführt zu werden, zweitens, dass das Dopingmittel dem Körper Schäden zufügt, drittens, die Risiken die mit einer über das natürliche Maß gesteigerte Leistung einhergehen, und viertens, dass das Dopingmittel zu einer Schwächung führt.
Dopingtests finden im Leistungssport sehr häufig statt. Entweder werden sie im Training unangemeldet durchgeführt oder sofort nach einem Wettkampf. Wird einem Sportler nachgewiesen, dass er illegal seine Leistung gesteigert hat, verliert er für zwei Jahre die Teilnahmeberechtigung an Wettkämpfen. Da fast alle Profisportler auf Sponsoren und Preisgelder angewiesen sind, gibt es für sie keine Möglichkeit mehr, in diesem Zeitraum mit dem Sport Geld zu verdienen. Bisher haben es die ordentlichen Gerichte abgelehnt, sich mit der Frage der Wettkampfsperre, also der eines Berufsverbots, zu beschäftigen. Dies sei eine interne Angelegenheit des Sports. Des Weiteren wird ein so vorbelasteter Sportler kaum wieder gute Sponsorenverträge bekommen.
Viel größer ist aber das Risiko, dass der Sportler seinem Körper langfristig mit der Einnahme von Dopingmitteln schadet. Jedes Präparat, das illegal zur Leistungssteigerung verwendet wird, hat, wie alle anderen Arzneimittel auch, Nebenwirkungen. Hinzu kommt im Sport, dass zur Leistungssteigerung eine mehrfach höhere Dosis eines Präparates eingesetzt werden muss als bei medizinischer Anwendung. Dies verstärkt im gleichen Maße die Nebenwirkungen. Die Spanne der Verwendung z. B. von Anabolika ist sehr groß und reicht von 50 % der therapeutischen Menge bei Langstrecklern bis zum 50-Fachen der therapeutischen Menge bei Bodybuildern und Gewichthebern. Diese Schäden sind teilweise irreparabel. Bei per injizierten Mitteln kommen hierzu noch die Risiken, die allein durch diese Darreichungsform bedingt sind.
Häufig ist dieses Risiko jedoch nicht auf die Nebenwirkungen von Präparaten zurückzuführen, sondern Konsequenz der erzielten Wirkung. So sind etwa die Herz-Kreislauf-Probleme von sehr schweren Bodybuildern dieselben wie die von sehr fettleibigen Personen vergleichbaren Körpergewichts. Die alleinige Erhöhung der Körpermasse über das natürliche Maß ist zwar einerseits die gewünschte Wirkung, andererseits auch ausschlaggebender Faktor für eine erhöhte Belastung des Kreislaufes. Ein chronisch überhöhter Blutdruck schädigt auch alle Organe, insbesondere die Nieren. Im Leistungssport werden zudem die bereits vorhandenen Risiken durch die erhöhte Leistung schlichtweg erhöht. Ein Lauf bei höherer Geschwindigkeit oder auf längere Strecke stellt eine höhere Belastung da, ebenso steigt sowohl das Risiko als auch die Schwere von Verletzungen, wenn Bewegungsabläufe explosiver durchgeführt oder größere Lasten bewältigt werden.
Das bedeutet, dass der Sportler am Ende seiner Karriere einen teilweise zerstörten Körper in Kauf nimmt und einige der durch die Nebenwirkungen entstandenen Beeinträchtigungen unter Umständen bis zum Lebensende fortbestehen oder auch noch Jahre später zu schweren gesundheitlichen Folgeschäden führen können.
Allerdings darf bei der Gefährlichkeit des Dopings nicht übersehen werden, dass es wenig nachgewiesene Dopingtote gibt. Eine Ausnahme bildet das Bodybuilding, bei dem sowohl im Profi- als auch dem Amateurbereich eine hohe Zahl von dopingbedingten Todesfällen wissenschaftlich dokumentiert ist. Man verweist ansonsten auf eine große Dunkelziffer, ohne dies jedoch beweisen zu können.
Führende Mediziner vor allem aus Großbritannien weisen darauf hin, dass das größte Risiko für die Volksgesundheit (Public Health) in der rigorosen Verfolgung der Dopingfälle im Spitzensport durch die jeweilige NADA und WADA liege. Hierdurch würde die Verwendung von Dopingsubstanzen im Freizeitsport in den Untergrund getrieben, was die gesundheitlichen Risiken von 1000-mal so vielen Personen erhöht gegenüber der Anzahl der kontrollierten Kaderangehörigen. Eine seriöse ärztliche Betreuung von sich dopenden Freizeitsportlern und Forschung auf dem Gebiete von Dopingschäden sei durch die Kriminalisierung der Verwendung von Dopingmitteln nicht gegeben.

### Todesfälle
- Am 23. Juli 1896 fiel Arthur Linton bei der Fernfahrt Bordeaux–Paris über 600 km tot vom Rad. Der Engländer hatte mit Aufputschmitteln seine Leistungsgrenzen so weit hinausgeschoben, dass sein Organismus die Belastung nicht mehr aushielt. Andere Quellen verweisen jedoch darauf, dass Linton erst nach dem Rennen am Typhus-Fieber gestorben sei, wobei angenommen wird, dass er wegen der Aufputschmittel in seinem Körper keine Abwehrkräfte mehr hatte.
- Olympische Sommerspiele 1960 in Rom: Knud Enemark Jensen starb nach einem Hitzschlag im Mannschaftsfahren (100 km). Später stellte sich heraus, dass die gesamte dänische Straßen-Radmannschaft mit Amphetaminen gedopt war.
- Tour de France 1967: Tom Simpson starb während der Etappe auf den Mont Ventoux nach Einnahme von Amphetamin.
- 1968: Joseph (Jupp) Elze starb an schweren Kopfverletzungen nach einem Boxkampf gegen Carlos Duran. Die Obduktion ergab, dass sein Schmerzempfinden während des Kampfes durch Aufputschmittel stark vermindert war.
- Am 10. April 1987 starb die Leichtathletin Birgit Dressel nach mehrfachem Organversagen, mit hoher Wahrscheinlichkeit infolge von Doping.
- Am 14. März 1996 starb der Top-Bodybuilder Andreas Münzer mit 31 Jahren ebenfalls aufgrund von multiplem Organversagen infolge jahrelangen massivsten Dopings.

## Ursachen für Doping
Während in den Medien und in der öffentlichen Debatte zumeist die Verantwortung beim einzelnen Athleten oder seinem direkten Umfeld gesucht wird, sieht die sportsoziologische Forschung Doping vor allem als ein Resultat des Leistungssports und damit als ein strukturelles, mithin auch gesamtgesellschaftlich zu verantwortendes Problem. Es handelt sich demnach um ein komplexes Konstrukt aus einer hohen Erwartungshaltung von Sportzuschauern bezüglich Erfolgen, Rekorden und Sensationen, die von Massenmedien aufgegriffen und sogar noch verstärkt wird, die Orientierung an Resultaten der staatlichen Geldgeber und entsprechender politischer Druck auf gemeinnützige Sportverbände, Funktionäre und Trainer, sowie die kommerziellen Strukturen des Profisports.
Ein Leistungssportler verdient seinen Lebensunterhalt in aller Regel durch nationale Sportförderprogramme, Arbeitsverträge mit Profisportvereinen, Siegprämien und Sponsorenverträge. Dabei können je nach Sportart und Konkurrenz auch kurze Phasen des Misserfolgs erhebliche negative Folgen für den einzelnen Athleten, aber auch für ganze Vereine und Sportverbände haben. Der Lebensunterhalt eines Leistungssportlers ist dadurch zumeist unmittelbar von sportlichem, auch anhaltenden Erfolg abhängig, was zu einem immensen Leistungsdruck führt. Um Erfolg zu haben, ist ein intensives Training erforderlich, was jedoch im Spitzenbereich nicht immer ausreicht, insbesondere wenn es zu Verletzungen oder (frühzeitigen) Verschleißerscheinungen kommt. Die Entscheidung zum Doping, zusätzlich zum weiterhin notwendigen intensiven Training, liegt also nicht nur in der individuellen Motivation begründet, sich gegen andere Sportler durchsetzen zu wollen, oder sich einen Vorteil zu verschaffen, sondern sich in seinem Beruf und im System des Leistungssports überhaupt halten zu können, in das viele Leistungssportler bereits in ihrer Kindheit und Jugend einsteigen und aufgrund des hohen zeitlichen und physischen Aufwands oft keine beruflichen Alternativen entwickeln können.
Doping kann jedoch auch das Resultat einer rein individuellen Sucht nach Erfolgen sein. Profisportler und auch viele Amateure versuchen, stets die höchstmögliche Leistung anzustreben. Hat ein Athlet einmal Siege errungen, ist er bestrebt, diese immer wieder zu erreichen. Um der Beste zu sein, sind viele Sportler bereit, Dopingmittel einzunehmen. Das in der Sportsoziologie angesehene Goldman-Dilemma hat belegt, dass viele Leistungssportler sogar bereit sind, einen frühen Tod in Kauf zu nehmen, wenn die Einnahme von Drogen Erfolg auf höchster Ebene garantieren würde. Der Sportphilosoph Volker Caysa bemerkt dazu: „Im Doping […] fokussiert sich eine fatale Illusion des beginnenden biotechnischen Zeitalters […] einen Körper willkürlich zu dem machen zu können, was man will. Das massenhafte, von allen Sportnationen systematisch betriebene, Doping ist insofern nur Ausdruck dafür, dass die traditionelle Ethik der Unantastbarkeit des Körpers grundlegend durch die erst beginnende biotechnologische Revolution widerlegt wird.“

## Das Dopingverbot im Meinungsstreit

### Position der Befürworter
In der Öffentlichkeit wird Doping als Betrug an Sportlerkollegen und der Öffentlichkeit fast ausschließlich negativ dargestellt. Im Allgemeinen wird das Dopingverbot mit drei Argumenten begründet. Eines zielt auf fairen Wettkampf ab. Hier betonen Dopinggegner, dass Doping grundsätzlich einem fairen Wettkampf widerspricht. Die beiden anderen beziehen sich auf den Schutz der Sportler und den Schutz der Öffentlichkeit.

#### Schutz der Sportler
Befürworter des Dopingverbotes nehmen an, dass jede Form von Doping grundsätzlich schädlich sei und immer deutlich mehr Schäden am Körper verursache, als es ein „sauberer“ Leistungssport je könnte. Deshalb gelte ein Mitwirken von Ärzten bei der Beschaffung und Verabreichung von Dopingmitteln immer als Verstoß gegen die Medizinethik. Kernaufgabe von Ärzten sei es, Krankheiten vorzubeugen und Kranke zu behandeln und zu heilen. Die Unfähigkeit, in einem sportlichen Wettbewerb zu siegen oder einen Rekord zu brechen, sei aber keine Krankheit. Sportler, die routinemäßig leistungssteigernde Mittel verwendeten, würden verlernen, die Grenzen ihrer Handlungsfähigkeit zu akzeptieren. Es würde ehrgeizigen Sportlern an Demut mangeln, sobald es ihnen erst einmal erlaubt wäre, ihre körperlichen Eigenschaften durch künstliche Eingriffe selbst zu beeinflussen. Das Verbot des Dopings wird weiterhin damit begründet, dass eine Freigabe des Dopings „saubere“ Sportler durch einen gestiegenen Konkurrenzdruck faktisch zum Doping nötigen würde. Dopende Sportler machen in Sportarten, in denen Doping üblich ist, keineswegs freiwillig von ihrem „Recht auf Selbstschädigung“ Gebrauch. Auch sei die Hoffnung vieler Breitensportler, dass sie für Doping durch die Chance „belohnt“ werden, berühmt zu werden, hohe Einkünfte zu erzielen und ein Vermögen anzuhäufen, illusorisch, da nur ein sehr kleiner Teil von ihnen in die Spitze ihrer Sportart aufsteige.

#### Schutz der Öffentlichkeit
Gegen ein öffentliches Bekenntnis des Sports zum Doping spricht nach Ansicht der Verbotsbefürworter auch die Vorbildfunktion der Leistungssportler. Besonders im Hinblick auf Jugendliche wird befürchtet, dass eine Aufhebung des Dopingverbotes falsche Signale senden könnte und Personen zum Gebrauch von Dopingmitteln animiere, die sich der daraus resultierenden Gefahren nicht bewusst sind. Auch sei es der Gemeinschaft der Krankenversicherten nicht zuzumuten, hohe Kosten für Langzeitschäden zu finanzieren, die durch die Nebenwirkungen des Doping ausgelöst wurden. Ähnliches gelte für Nebenwirkungen wie die Notwendigkeit von Frühverrentungen.

### Position der Gegner
Gegner eines Dopingverbots geben zu bedenken, dass die Freigabe von Doping zu einer größeren Chancengleichheit führen könnte als das heutige strikte Verbot. Da das Dopingverbot offensichtlich in der Praxis kaum durchsetzbar sei, führe dies dazu, dass nicht die körperlich fähigsten Sportler, sondern die geschicktesten Umgeher des Verbots am erfolgreichsten seien.
Manche Autoren sehen im gedopten Sportler sogar ein Urbild des sich seiner selbst bewussten und frei entscheidenden Menschen, der sich seinen eigenen Vorstellungen entsprechend verbessere. Die pragmatische Variante dieser These besteht in dem nüchternen Hinweis, dass die Zeit, in der es hieß: „Dabeisein ist alles“, längst vorbei sei und nur der (wie auch immer herbeigeführte) Erfolg im Sinne eines Sieges, des Gewinnens von Meisterschaften, des Brechens eines Rekordes usw. zähle. Die o. g. „Verbesserung“ sei am leichtesten an der Entwicklung des Kontostandes der Beteiligten zu erkennen. Moralisierende Argumente der Befürworter eines Dopingverbots seien mithin „naiv“.
Machiko Kimura weist darauf hin, dass es bei den Dopingverboten und besonders den trainingsbegleitenden Dopingkontrollen vor allem darum ginge, dass die Sportverbände nach dem Wegfall der Amateurbestimmungen (die ihnen ein Willkürpotential gegenüber unliebsamen Sportlern gaben) ein Machtpotential im Sinne Michel Foucaults gegenüber den Spitzensportlern haben wollten.
Nur hierdurch sei sicherzustellen, dass vom Mehrwert, den Spitzensportler erzeugen, genügend bei den Funktionären verbleibe.
Auch die Verwendung von Therapeutic Use Exemption (TUE) (=Genehmigung der Verwendung von verbotenen Substanzen mit ärztlicher Genehmigung) hat ein erhebliches Willkürpotenzial im Sinne Kimuras, da die Verbände die Genehmigung organisieren. Selbst wenn solche TUEs erforderlich sind um z. B. im Seniorensport, in dem häufig rezeptpflichtige Medikamente im Interesse der Lebensqualität eingesetzt werden (müssen), nicht zu viele Sportler auszuschließen, so liegt doch ein erhebliches Missbrauchspotenzial in den TUEs.

### Vermittelnde Position
Ein Vorschlag der Gegner eines umfassenden Dopingverbots besteht darin, dass über die Schädlichkeit von Dopingmitteln von Fall zu Fall  entschieden werden solle und im Fall einer Freigabe die Anwendung des betreffenden Mittels oder Verfahrens der ärztlichen Kontrolle unterstellt werden solle. Eine Legalisierung relativ harmloser Mittel zur Leistungssteigerung sollte von vornherein darauf abzielen, eine unreglementierte Verbreitung von Dopingmitteln zu verhindern. Ähnlich wie bei der Verordnung von „normalen“ Medikamenten wären „der Arzt oder der Apotheker zu fragen“, von denen erwartet werden könne und müsse, dass sie mit der Weitergabe von Wirkstoffen verantwortungsbewusst umgingen. Dem heute bestehenden Schwarzmarkt würde so weitgehend die Grundlage entzogen.

## Dopingverfolgung

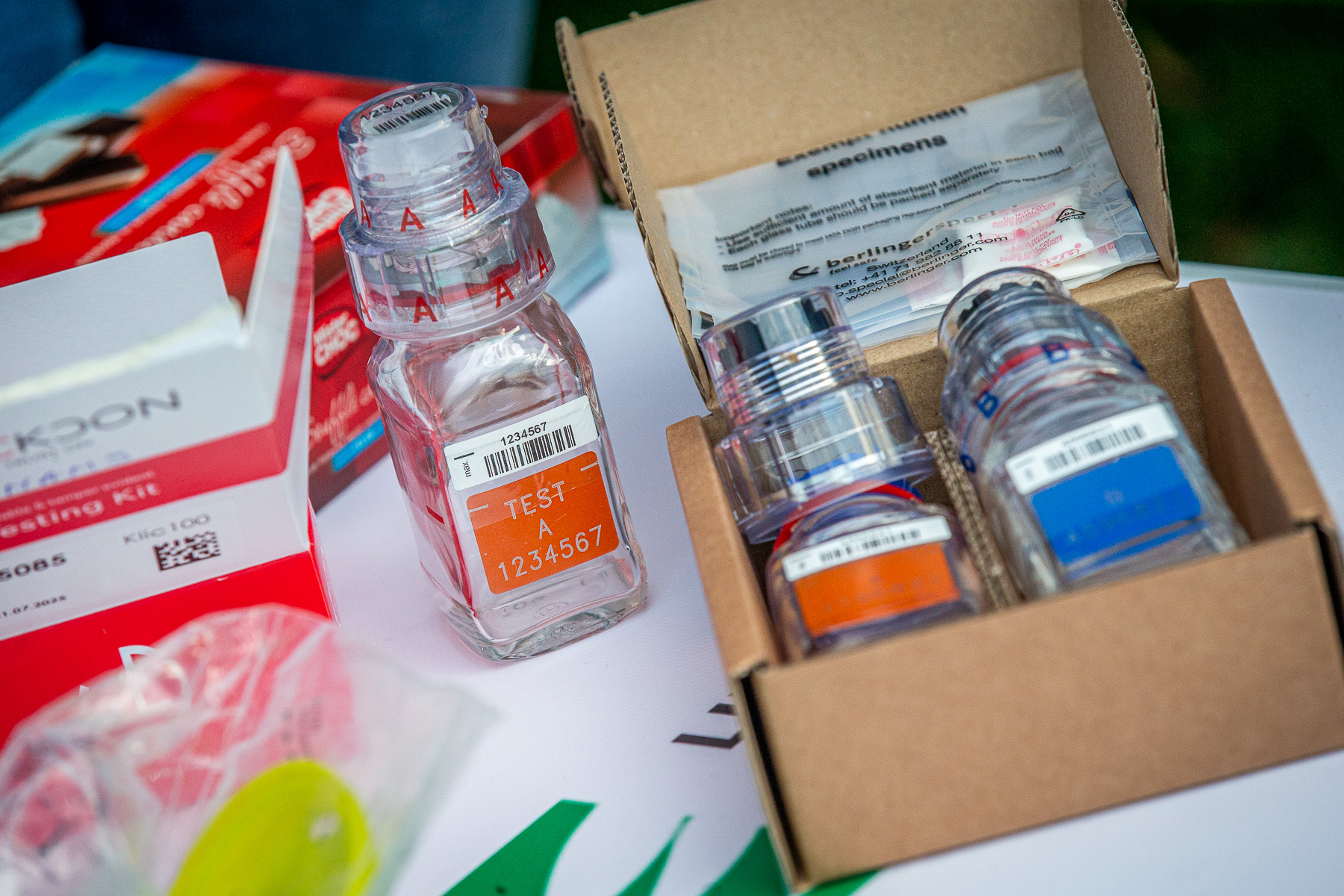
Dopingprobe Flaschen

Das Doping wird Sportlern von den internationalen Sportverbänden (insbesondere auch dem IOC) im Rahmen ihrer Wettbewerbe untersagt. Zur Dopingbekämpfung wurde 1999 die World Anti-Doping Agency (WADA) gegründet. Offiziell begründet wird dies üblicherweise mit Chancengleichheit für die Wettkämpfer, dem Schutz dieser vor gesundheitlichen Schäden durch Doping und einer Vorbildfunktion, die der Sport und damit der Spitzensportler zu erfüllen hätten.

Da ein in der breiten Öffentlichkeit herrschendes Image von sauber erbrachten Leistungen in einer Sportart für deren jeweiligen Marktwert von enormer Bedeutung ist, gibt es aber auch einen hohen wirtschaftlichen Anreiz für Verbände und Veranstalter, dieses Image dadurch zu fördern, dass sie erfolgreich den Anschein erwecken, es würden von ihnen effektive Maßnahmen der Dopingverfolgung ergriffen.
In einigen Ländern gelten Doping oder bestimmte Doping-Varianten als Straftat und werden von staatlichen Organen mit hoheitlichen Maßnahmen gegen Sportler (und ihre Helfer) verfolgt, etwa in Frankreich, Spanien oder Italien. Seit dem Jahr 2000 können in Italien Dopingvergehen von Sportlern mit einer Haftstrafe von bis zu drei Jahren geahndet werden. Allerdings ist noch nie ein Sportler wegen Einnahme von verbotenen Dopingsubstanzen angeklagt oder bestraft worden, erst recht nicht mit einer Gefängnisstrafe. Das spanische Anti-Dopinggesetz verbietet trainingsbegleitende Dopingkontrollen zwischen 23:00 und 6:00 Uhr und erfasst nur Wettkampfsportler von dem Olympischen Komitee angeschlossenen Verbänden. Hierdurch wird z. B. Bodybuilding nicht erfasst.
Nach dem zurzeit in Deutschland gültigen Recht begehen Sportler mit der Einnahme von Dopingmitteln grundsätzlich keine Straftat, da es hier ein „Recht auf Selbstschädigung“ gibt. Aber auch Sportler können sich strafbar machen, wenn sie Dopingmittel mit anderen Sportlern teilen. Denn es ist nach § 2 Abs. 3 AntiDopG verboten, ein Dopingmittel in nicht geringer Menge zum Zwecke des Dopings beim Menschen im Sport zu erwerben, zu besitzen oder in den Geltungsbereich dieses Gesetzes zu verbringen. Die Bestimmung dieser nicht geringen Menge findet sich seit dem 29. November 2007 in der Dopingmittel-Mengen-Verordnung. Diese Straftat wird nach § 4 Abs. 1 Nr. 3 mit einer Geldstrafe oder einer Freiheitsstrafe von bis zu drei Jahren bestraft. § 95 Abs. 3 des Arzneimittelgesetzes sieht in besonders schweren Fällen (Abgabe oder Anwendung von Arzneimitteln zu Dopingzwecken im Sport an Personen unter 18 Jahren) eine Freiheitsstrafe von einem bis zu zehn Jahren vor.

Es kam allerdings in der Vergangenheit zu Verurteilungen wegen Körperverletzungsdelikten, teilweise solchen an Schutzbefohlenen, wenn Präparate von Trainern an Athleten ohne deren Wissen/Zustimmung verabreicht wurden. Einverständniserklärungen Erziehungsberechtigter minderjähriger Sportler gelten als Missbrauch des Elternrechts. Doping bei Tieren während sportlicher Wettkämpfe oder im Training dafür ist in Deutschland gemäß § 3 Nr. 1b Tierschutzgesetz verboten und gemäß § 18 I Nr. 4 TierSchG eine Ordnungswidrigkeit, die gemäß § 18 IV mit einer Geldbuße bis zu € 25.000,- geahndet werden kann. Wenn Ärzte, Tierärzte oder Apotheker aktiv an Dopingpraktiken mitwirken, kann ihnen in Deutschland wegen Unwürdigkeit oder Unzuverlässigkeit die Approbation entzogen werden, wodurch ihnen die Grundlage ihrer beruflichen Existenz fehlen würde.

### Vorgehen
Weil in vielen Sportarten unterschiedliche Wirkstoffe und Methoden der unphysiologischen Leistungssteigerung verboten sind, aber immer neue Methoden und neue Substanzen als leistungssteigernd eingestuft werden, wird in einer ständig der Realität angepassten Dopingliste mit genau aufgeführten und beschriebenen Wirkstoffen und Vorgehensweisen definiert, was unter Doping zu verstehen ist.
Diese Liste – von internationalen Sportverbänden in Zusammenarbeit mit der medizinischen Kommission des IOC aufgestellt, aktualisiert, permanent um neue Substanzen ergänzt – wird von allen nationalen Verbänden übernommen. Demnach liegt ein Dopingverstoß vor, wenn eine der in der Verbotsliste aufgezählten Substanzen im Körper des Athleten nachgewiesen wird, er eine Dopingkontrolle verweigert hat, im Besitz von im Sport verbotenen Substanzen ist oder sich diese beschaffen will. Als Beweis für die Beschaffung genügt ein Rezept. Jeder der circa 1500 Spitzensportler in Deutschland, die den einzelnen Leistungskadern angehören, muss sich schriftlich gegenüber dem eigenen nationalen Verband verpflichten, alle Dopingvorschriften einzuhalten, sich bei Reisen abzumelden und Kontrollen zu jeder Zeit zu dulden.
Bei dem Nachweis von illegalen Substanzen wird zwischen Wettkampf- und Trainingskontrollen unterschieden. Wettkampfkontrollen sind nötig, um die kurzzeitige Leistungssteigerung durch Doping nachzuweisen, das kurz vor Beginn des Wettkampfes durchgeführt wurde. Trainingskontrollen versuchen, eine langzeitige Einnahme von Doping nachzuweisen und Stoffe aufzuspüren, die auf Grund einer rechtzeitigen Absetzung nicht mehr in Wettkampfkontrollen nachgewiesen werden können. Diese Kontrollen bestehen aus einer Urinprobe und einer – in Deutschland freiwilligen – Blutprobe.
Eine neuartige Nachweismethode für Doping stellt das Biologischer Pass-Programm dar, das die klassischen Nachweisverfahren verbotener Substanzen oder Methoden ergänzen soll. In diesem indirekten Nachweisverfahren werden Ergebnisse von Urin- und Blutproben bei Trainings- und Wettkampfkontrollen zu einem biologischen Profil des Sportlers zusammengeführt. Werte, die eine Abweichung vom erwarteten Profil darstellen, sollen zwar nicht den direkten Nachweis erbringen, wie manipuliert – welche Substanz, welche Methode – wurde, aber den indirekten Nachweis, dass manipuliert wurde.
Bei der erstmaligen Einnahme von verbotenen Stimulanzien oder Schmerzmitteln wird eine Verwarnung ausgesprochen. Bei allen anderen Vergehen, wie der Einnahme von anabolen Steroiden oder der Manipulation einer Dopingprobe, wird eine Wettkampfsperre (siehe auch Disqualifikation) von mindestens zwei Jahren für den Sportler verhängt. Des Weiteren werden bei Dopingvergehen, die während eines Wettkampfes stattfinden, die Leistungen annulliert.

### Manipulation von Dopingproben
Da vermehrt Dopingproben manipuliert wurden, wird jetzt auch die Manipulation an sich als Dopingvergehen angesehen und beschrieben. So ist jegliche Manipulation ausdrücklich verboten, da diese Werte maßgeblich für den Nachweis des Dopings benötigt werden. Dazu zählt der Austausch oder die Veränderung der Proben, die Verdünnung mit jeglichen Flüssigkeiten, die Einspritzung von Fremdurin in die Blase, die Beeinflussung der Urinausscheidung durch chemische Substanzen sowie die Beeinflussung des Verhältnisses von Testosteron zu Epitestosteron.
Nicht zuletzt hat die BALCO-Affäre in den Vereinigten Staaten mit der Entwicklung neuer, unbekannter Dopingsubstanzen, die nicht nachzuweisen waren, gezeigt, dass bestimmte Kreise ein Interesse an der permanenten Leistungssteigerung im Sport haben, weil sich dies gut vermarkten lässt.
Trainer und Funktionäre haben Sportler vor Kontrollen gewarnt. Bestimmte Veranstaltungen werden gut besucht, weil bekannt ist, dass nicht kontrolliert wird. Im bezahlten Fußball können die Rückennummern bestimmter gedopter Sportler nicht ausgelost werden, weil man sie durch andere ersetzt.

## Situation in Deutschland

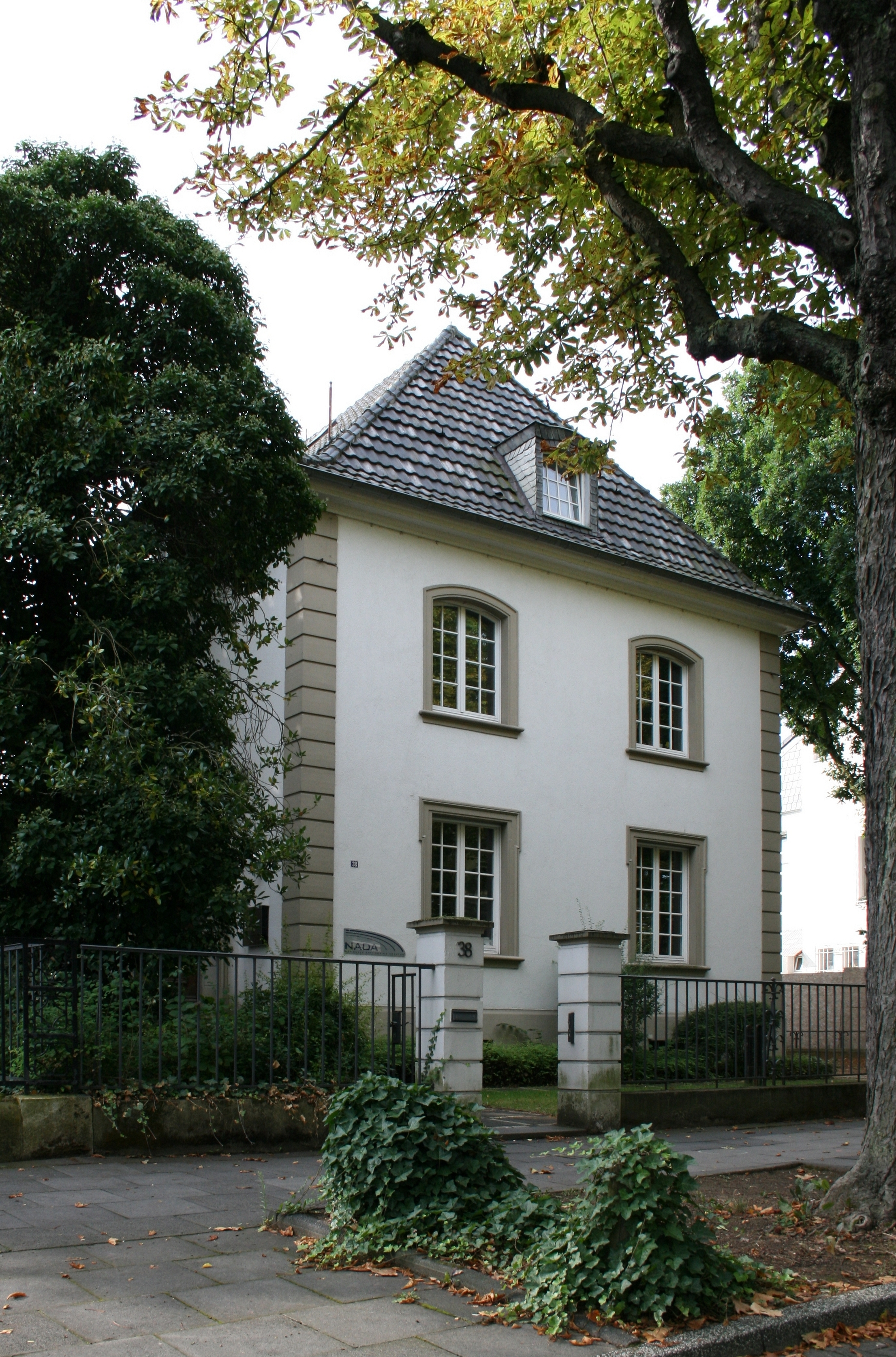
Sitz der deutschen NADA in Bonn

Nach den Zahlen der Nationalen Anti-Doping-Agentur (NADA) für das Jahr 2011 wurden in Deutschland insgesamt 7767 Trainingskontrollen (Urinproben 6530, Blutproben 1237) und 5087 Wettkampfkontrollen durchgeführt. Im Jahr 2011 wurden im Rahmen von 86 Dopingkontrollen Verfahren wegen möglicher Verstöße gegen Anti-Doping-Bestimmungen eingeleitet. Kritiker merken an, dass der finanzielle Aufwand für diese geringe Quote in keinem Verhältnis stehe und allein durch das sehr große mediale Interesse gerechtfertigt zu sein scheine.
Im Rahmen der Trainingskontrollen können etwa 8650 Kaderathleten geprüft werden, die in drei Testpools aufgeteilt sind und an nationalen und internationalen Wettkämpfen teilnehmen. Nicht kontrolliert werden alle anderen Mitglieder des Deutschen Olympischen Sportbundes, die gleichfalls an Wettkämpfen teilnehmen. Aber gerade in den Ebenen unterhalb des Spitzensports ist die Dopingmentalität – im Wissen um die fehlenden Kontrollen – stark ausgeprägt. Dies wird jedoch von der Sportführung negiert, obwohl es stichhaltige Untersuchungen zum Beispiel des Anabolikakonsums in Deutschland und den USA gibt. Der Sport ist ein Spiegelbild der Gesellschaft. Schon in den 1990er Jahren stellte Klaus Hurrelmann fest, dass etwa zehn Prozent der Jugendlichen bis 16 Jahre regelmäßig zu Aufputschmitteln und anderen Dopingsubstanzen sowie Drogen greifen. Allerdings ist Doping, obwohl keine Straftat, in der Öffentlichkeit stark negativ besetzt.
Am 10. Dezember 2015 wurde das Anti-Doping-Gesetz erlassen. Spitzensportler, die in einem der Testpools der Nationalen Anti-Doping-Agentur erfasst sind, und Sportler, die mit dem Sport erhebliche Einnahmen erzielen, sollen im Fall eines nachgewiesenen Selbstdopings mit bis zu drei Jahren Haft bestraft werden können. Doping-Ärzte und andere Hintermänner könnten noch härter bestraft werden als Athleten. Eine Freiheitsstrafe von bis zu zehn Jahren droht dem, der „die Gesundheit einer großen Zahl von Menschen gefährdet“. Das Gleiche gilt, falls durch das Doping schwere gesundheitliche Schäden oder gar der Tod des Sportlers riskiert werden. Wenn das Opfer minderjährig ist, wirkt sich das strafverschärfend aus.

## Spektakuläre Dopingfälle

### Einzelpersonen
- Der umstrittene Dopingfall Dieter Baumann von 1999, der vom IAAF für drei Jahre gesperrt wurde, obwohl er national vom Dopingvorwurf freigesprochen wurde.
- Der ebenfalls äußerst umstrittene Fall Alexander Leipold, dem 2000 in Sydney die Goldmedaille aberkannt wurde, obwohl zum einen Schwankungen der Urinmenge der Probe in der Größenordnung von 35 ml eine nachträgliche Manipulation nahelegten und zum anderen nachgewiesen wurde, dass der bei Leipold entdeckte Stoff (Nandrolon) in der aufgefundenen Konzentration (ein Tausendstel einer Tablette) keine leistungssteigernde Wirkung gehabt haben konnte und Leipolds Körper ihn auch auf ganz natürliche Art und Weise hätte produziert haben können.

### Gruppen
- Im Zuge der BALCO-Affäre wurden in den USA mehrere Sportprofis des Dopings überführt: Prominenteste Vertreterin war die Sprinterin Marion Jones, der daraufhin fünf Olympiamedaillen ebenso aberkannt wurden wie ihrem Lebensgefährten Tim Montgomery sein Weltrekord im 100-Meter-Lauf. Ansonsten wurde ohne positiven Test nur noch Baseballspieler Jason Grimsley gesperrt, obwohl auf den Kundenlisten der Firma auch zahlreiche andere Sportler standen, von Sprint über Mittelstreckenlauf, Basketball, Boxen, Hammerwurf und Kugelstoßen, bis Football. Auch Judoka standen unter Verdacht.

### Sportarten

#### Radrennsport
- Festina-Affäre bei der Tour de France 1998
- Dopingskandal Fuentes: Im Zuge von Untersuchungen, Hausdurchsuchungen und Ermittlungen der spanischen Polizei wurden unter anderen Jan Ullrich, Ivan Basso, Francisco Mancebo und Óscar Sevilla vor der Tour de France 2006 wegen Dopingverdachts ausgeschlossen beziehungsweise von ihren Teams suspendiert.
- Der Gewinner der Tour de France 2006, Floyd Landis vom Radsportteam Phonak, wurde positiv auf Testosteron getestet. Im September 2007 wurde er von einem Schiedsgericht der United States Anti-Doping Agency für schuldig befunden, woraufhin erstmals der internationale Radsportverband UCI den Tour-de-France-Sieg aberkannte und Landis für zwei Jahre sperrte. Endgültig wurde das Urteil am 30. Juni 2008 vom CAS bestätigt.[33][34]
- Der Radrennfahrer Bert Dietz gab am 21. Mai 2007 zu, in seiner Karriere gedopt zu haben und schloss andere Fahrer seines damaligen Teams ausdrücklich mit ein.
- Die Radsportler Christian Henn (22. Mai 2007), Udo Bölts (23. Mai 2007), Rolf Aldag (24. Mai 2007), Erik Zabel (24. Mai 2007) und Bjarne Riis (25. Mai 2007) – ehemalige Teamkollegen von Bert Dietz beim Team Telekom – haben gestanden, ebenfalls mit EPO gedopt zu haben. Erik Zabel war damit der erste noch aktive, nicht überführte Fahrer, der in diesem Zusammenhang Doping gestanden hat.
- Radsportler Jörg Jaksche gestand am 2. Juli 2007 in einem Interview mit dem Spiegel, dass er bereits 1997 mit EPO-Doping begonnen hatte und seit 2005 das Verfahren des Eigenblutdopings genutzt hat. Jaksche ist der erste in den Dopingskandal Fuentes verstrickte Fahrer, der ausführlich über seine Verwicklung berichtet. Zudem beschuldigt er den aktuellen Teamchef des Team Milram, Gianluigi Stanga, den aktuellen Teamchef des Team CSC, Bjarne Riis, als auch Walter Godefroot, ehemaliger Leiter des Team Telekom, der Mitwisserschaft am Doping ihrer Mannschaften.
- Alexander Winokurow wurde bei seinem Sieg auf der 13. Etappe der Tour de France 2007 am 21. Juli Fremdblut-Doping nachgewiesen. Sein Team Astana beendet die Tour ebenso wie das Team Cofidis sowie der Gesamtführende Michael Rasmussen, der von seinem Team ausgeschlossen wird, weil er falsche Trainingsorte angegeben hatte, mutmaßlich, um sich Dopingtests zu entziehen. Es gewinnt mit Alberto Contador ein Fahrer, dessen Name auf einer Kundenliste des Dopingarztes Fuentes aufgetaucht war, von der er später aus ungeklärten Gründen wieder gestrichen wurde.
- Der US-Amerikaner Lance Armstrong gewann zwischen 1999 und 2005 siebenmal die Tour de France. Wegen Dopings, was er später auch selbst eingestand, wurden ihm 2012 alle Titel sowie eine im Jahr 2000 gewonnene olympische Bronzemedaille aberkannt und er wurde lebenslang gesperrt.

#### Triathlon
Der Umfang an Doping im Triathlon wurde allerdings stets als nicht mit dem z. B. im Radsport vergleichbar angesehen: Triathlon ist auch im professionellen Bereich – im Vergleich zum Radsport mit seinen professionellen Teamstrukturen – durch Individualisten geprägt. Zudem liegen die Einnahmen professioneller Triathleten weit unterhalb denen von Profisportlern in anderen Sportarten.
2004 waren von der NADA 101 Trainings- und 80 Wettkampfkontrollen durchgeführt worden, bei denen eine positive Probe (Testosteron) auftrat. Bei 21 der Trainingskontrollen wurde auf Epo im Urin geprüft.
Zum Vergleich: 2004 wurden 88 Trainingskontrollen an Fußballern aus Vereinen des Deutschen Fußball-Bundes, der insgesamt über rund 7 Millionen Mitglieder verfügt, durchgeführt, 656 im Jahr 2014. Im Jahr 2013 war der Deutsche Leichtathletik-Verband mit seiner fast um den Faktor sechzehn höheren Zahl an Athleten der einzige deutsche Sportverband, in dessen Bereich mehr Doping-Kontrollen durchgeführt wurden als im Triathlon.

#### Fußball
Nach der WM 1954 erkrankten etliche Spieler der erfolgreichen deutschen Nationalelf, die Ursache waren verunreinigte Spritzen. Erik Eggers war Mitarbeiter der Studie „Doping in Deutschland“, welche von der Universität in Münster und Berlin durchgeführt wurde und 450.000 Euro kostete. Ihm zufolge war in den Spritzen Pervitin: „Wenn man sich die Zeitungsberichte von damals ansieht, dazu das sportwissenschaftliche Umfeld und die Schilderungen von Mannschaftsarzt Franz Loogen, dann muss man davon ausgehen, dass damals Amphetamine verabreicht wurden“.
2004 beschuldigte Ferruccio Mazzola, Teil des legendären Inter Mailands der 1960er-Jahre, seinen ehemaligen Trainer der Verabreichung von Amphetaminen. Laut seiner Aussage habe dieser anfangs Pillen verteilt und sie später, nachdem sie viele Akteure heimlich ausgespuckt hatten, in ihren Kaffee getan. Mazzola vermutete, dass es einen Zusammenhang zwischen den Medikamenten und dem schlechten Gesundheitszustand oder frühen Tod – ähnlich wie beim „Fluch der Fiorentina“ – von vielen ehemaligen Mitspielern gab. Inter Mailand klagte gegen Mazzola anschließend, verlor jedoch vor Gericht. Jahre später bestätigte auch Ferruccios Bruder Sandro die Anschuldigungen.
2015 wurden in Freiburg vorab veröffentlichte Ergebnisse einer Untersuchungskommission unter dem Vorsitz von Letizia Paoli Geschehnisse um die ehemaligen deutschen Sportmediziner Armin Klümper und Josef Keul zum systematischen Doping im deutschen Fußball und vielen anderen Sportarten bekannt. Gemäß der Vorsitzenden und eines Mitglieds der Untersuchungskommission der Universität gab es in den späten 1970er und frühen 1980er Jahren systematisches Anabolika-Doping beim VfB Stuttgart und in kleinerem Umfang beim SC Freiburg.
1982 schied Algerien wegen einer Begegnung aus, die man später als die Schande von Gijón benannte. Hinter den Kulissen spielte sich allerdings auch etwas anderes ab: Ehemalige Spieler (Mindestens sieben, u. a. Mohamed Kaci Saïd, Djamel Menad, Mohamed Chaïb) beschuldigten den Arzt der Mannschaft, Aleksander Tabartschuk, ihnen Dopingmittel („gelbe Pillen“ und Pulverbeutelchen) verabreicht zu haben. Diese sollen dafür verantwortlich sein, dass sie später behinderte Kinder bekamen. Rachid Hanifi, damals ebenfalls Arzt bei der Nationalmannschaft, hielt die Anschuldigungen für begründet, da ihm sein sowjetischer Kollege keinen Einblick in die medizinischen Unterlagen gewährte. Auch Mohamed Chaïb wollte Jahre später die damaligen Unterlagen sehen und wurde unterrichtet, dass es diese nicht mehr gäbe. Algerien schied 1986 in einer Gruppe mit Brasilien und Italien aus und gewann vier Jahre später den Afrikacup.
1987 veröffentlichte Harald (Toni) Schumacher sein Buch „Anpfiff. Enthüllungen über den deutschen Fußball“, in dem er schildert, wie während der Fußball-Weltmeisterschaft 1986 im deutschen Nationalteam gedopt worden sei. Im selben Jahr berichtete Paul Breitner über ähnliche Vorgänge in der Bundesliga.
1993 soll die Mannschaft von Olympique Marseille vor dem Finale des Pokals der Landesmeister gegen den AC Mailand kollektiv gedopt worden sein. Nur der damals in Marseille spielende Rudi Völler soll sich dagegen gewehrt haben. Jean-Jacques Eydelie, Tony Cascarino, Chris Waddle und Marcel Desailly (in seiner Biografie „Capitaine“) berichteten ausführlich über regelmäßige Medikamenteneinnahmen während ihrer gemeinsamen Zeit in Südfrankreich. Jean-Pierre de Mondenard, Sportmediziner und Autor etlicher Bücher über Sportdoping, erwähnte in einem Interview eine schwarze Tafel im Umkleideraum von Olympique auf der „heute Abend: Spritzen für alle“ stand.
Vor dem Qualifikationsmatch gegen Australien für die WM 1994 wurden den argentinischen Spielern laut Maradona Aufputschmittel in den Café gegeben. Gleichzeitig äußerte er sein Misstrauen, dass es ausgerechnet bei diesem wichtigen Spiel keine Dopingkontrolle gab. Julio Grondona, damals Vorstand des argentinischen Verbandes, meinte dazu, dass es keine Tests wegen Maradonas Drogenvergangenheit gab. Für einen der berühmtesten individuellen Dopingfälle im Fußball sorgte der argentinische Spielmacher dann beim Turnier, als ihm ein ephedrinhaltiges Medikament nachgewiesen wurde.
Im selben Jahr erschien ein Buch des ehemaligen Leistungssportlers Edwin Klein unter dem Titel „Rote Karte für den DFB“, in dem verschiedene Zeugen über zahlreiche Dopingvergehen im deutschen Fußball berichteten.
Der umfangreichste und durch Gerichte bestätigte Fall systematischen Dopings im Fußball kommt aus Italien. Der damalige Manager von Juventus Turin, Antonio Giraudo, sowie der Klubarzt Ricardo Agricola und der Pharmazeut Giovanni Rossato wurden schuldig gesprochen, in den 1990er-Jahren systematisches Teamdoping betrieben zu haben. Gutachter fanden damals 281 Medikamente; „genug für die Versorgung einer Kleinstadt“. Intensive Eisenverabreichung, ein Anstieg des Hämatokritwertes bei Didier Deschamps um zwölf Prozent innerhalb eines Jahres und die Auswertung von Blutwerten führten den Hämatologen Giuseppe D’Onofrio und den Sportwissenschaftler Sandro Donati zu dem Schluss, dass Doping mit Epo stattgefunden hatte. In zweiter Instanz wurde Agricola vom Vorwurf des Blutdopings freigesprochen. Dies hatte auch damit zu tun, dass Doping in Italien vor dem Jahr 2000 nicht strafbar war.
Aus anderen europäischen Ländern gibt es zahlreiche ähnliche Berichte, die jedoch mangels handfester Beweise, aber auch geringer Bereitschaft zur Aufarbeitung größtenteils ohne Konsequenzen blieben. Schon Ende der 1970er-Jahre gab es einzelne Spieler, darunter auch Franz Beckenbauer, die über Bluttransfusionen berichteten.
Bei der Weltmeisterschaft 1998 wurden alle Dopingtests nach Turnierende zerstört. WADA Direktor Dr. Alain Garnier meinte, dass Armstrong nie erwischt worden wäre, wäre bei der Tour auch so vorgegangen worden. Marie-Georges Buffet, Sportministerin in dieser Zeit, klagte über Druck von allen Seiten, als sie einen unangekündigten Test während eines Trainingslagers der Franzosen im Dezember 1997 durchführen ließ. Anschließend gab es keine unangekündigte Tests mehr. Gary Neville, englischer Nationalspieler im Turnier, erwähnte Injektionen, die sich einige seiner Kameraden vor dem Argentinien-Spiel von „einem Franzosen namens Dr. Rougier“ geben ließen. Nachdem diese sich daraufhin energetischer fühlten, bildete sich eine Schlange vor dem Arzt.
2001 wurde mehreren Akteuren der Serie A, darunter Pep Guardiola, Nandrolon nachgewiesen.
Im Rahmen des spanischen Dopingskandals im Jahr 2006, der sich hauptsächlich um den Radsport drehte, wurde publik, dass auch Fußballer zu den Kunden des Dopingarztes Eufemiano Fuentes gehörten. Berichte der französischen Zeitung Le Monde über die Zusammenarbeit von Fuentes mit vier spanischen Topclubs, darunter Real Madrid und FC Barcelona, war Gegenstand mehrerer, teilweise noch laufender Prozesse. Zudem wurde enthüllt, dass Real Sociedad bis zu 327.000 Euro pro Saison an den Mediziner gezahlt hatte. Es wurden auch die Abkürzungen „RSOC“ und „ASTI“, vermutlich Kurzform für Astiazarán, Präsident des Klubs von 2001 bis 2005, in den Fuentes-Unterlagen gefunden.
Im Jahr 2007 gab es eine Welle von Aussagen ehemaliger deutscher Spieler und Trainer bezüglich des jahrelangen Missbrauchs von Captagon, Ephedrin und anderen Stoffen.
2008 untersuchte Tim Meyer das Blut von über 500 Bundesligaprofis. Die Werte von 467 Profis gingen in seine Studie ein. Die Messungen waren anonymisiert und freiwillig; jeder konnte sich jederzeit aus der Studie zurückziehen. Bei sechs vor dem Saisonauftakt durchgeführten Messungen und zwei Messungen im Herbst der Saison ergaben sich Hämatokritwerte von über 50 % (Obergrenze beim internationalen Radsportverband). Neun Proben wiesen einen Hämoglobinwert von 17 Gramm pro Deziliter auf (Obergrenze beim Welt-Skiverband FIS).
| Name                                        | Verein                   | Befund                                                            | Strafe                                                                                               |
| ------------------------------------------- | ------------------------ | ----------------------------------------------------------------- | --- |
| Thomas Möller                               | Eintracht Braunschweig   | positiv auf Psychostimulans Prolintan und Etilefrin               | keine Sanktionen, da Braunschweig das Spiel verloren hat                                             |
| Roland Wohlfarth                            | VfL Bochum               | positiv auf Norephedrin                                           | zwei Monate Sperre                                                                                   |
| Holger Gehrke                               | MSV Duisburg             | positiv auf Phenylephrin                                          | kein Verfahren eingeleitet; Gehrke kam nicht zum Einsatz                                             |
| Thomas Ernst                                | VfL Bochum               | Einnahme einer Kreislauf stabilisierenden Substanz                | 80.000 DM Geldstrafe für den VfL Bochum                                                              |
| Petr Kouba                                  | 1. FC Kaiserslautern     | positiv auf anaboles Steroid Clostebol                            | vier Wochen Sperre                                                                                   |
| Thomas Ziemer                               | 1. FC Nürnberg           | positiv auf anabole Steroide                                      | neun Monate Sperre                                                                                   |
| Quido Lanzaat                               | Borussia Mönchengladbach | positiv auf THC                                                   | acht Wochen Sperre; Aberkennung des Hallen-Masters-Titels für Mönchengladbach                        |
| Manuel Cornelius                            | TeBe Berlin              | positiv auf Nandrolon                                             | Freispruch, da Opfer eines kontaminierten Nahrungsergänzungsmittels                                  |
| Ibrahim Tanko                               | Borussia Dortmund        | positiv auf THC                                                   | vier Monate Sperre, 15.000 DM Geldstrafe                                                             |
| Raymond Kalla                               | VfL Bochum               | Einnahme von Triamcinolon                                         | drei Spiele Sperre                                                                                   |
| Daniel Gomez                                | Alemannia Aachen         | positiv auf Kortison-Präparat Methylprednisolon                   | zwölf Spiele Sperre                                                                                  |
| Kay-Uwe Jendrossek                          | FC Erzgebirge Aue        | Anwendung eines kortisonhaltigen Mittels                          | sechs Spiele Sperre                                                                                  |
| Marko Rehmer                                | Hertha BSC               | Einnahme des Steroids Betamethason                                | neun Spiele Sperre                                                                                   |
| Senad Tiganj                                | FC Rot-Weiß Erfurt       | positiv auf Fenoterol                                             | zehn Wochen Sperre; Umwandlung der Spielwertung in eine 0:2-Niederlage von Erfurt gegen Unterhaching |
| Falk Schindler                              | Kickers Emden            | positiv auf Finasterid                                            | sechs Monate Sperre; Umwandlung der Spielwertung in eine 0:2-Niederlage von Emden gegen Düsseldorf   |
| Nemanja Vucicevic                           | TSV 1860 München         | positiv auf Finasterid                                            | sechs Monate Sperre                                                                                  |
| Marc Lerandy                                | SC Pfullendorf           | positiv auf Reproterol                                            | sechs Spiele Sperre                                                                                  |
| Oliver Kahn                                 | FC Bayern München        | Wutanfall bei Kontrolle, eventuell auch eine verspätete Kontrolle | ein Spiel Sperre in der UEFA Champions League und 12.339 Euro Strafe                                 |
| Christoph Janker und Andreas Ibertsberger   | TSG 1899 Hoffenheim      | verspätet zum Dopingtest erschienen                               | 75.000 Euro Geldstrafe für 1899 Hoffenheim                                                           |
| Tobias Francisco                            | SV Babelsberg 03         | positive Testosteron/Epitestosteron-Probe                         | zwei Jahre Sperre                                                                                    |
| Mario Vušković                              | Hamburger SV             | positive Epitestosteron-Probe                                     | zwei Jahre Sperre                                                                                    |
| Paul Pogba                                  | Juventus Turin           | Erhöhter Testosteronwert                                          | Vier Jahre Sperre                                                                                    |
| Quellen: Artikel in Welt Online und n-tv.de |                          |                                                                   | |

#### Gewichtheben
- Bei den Weltmeisterschaften im Gewichtheben 2006 wurde die gesamte indische Mannschaft sowie 45 weitere Athleten gesperrt.

#### Leichtathletik
- Disqualifikation des Olympiasiegers und Weltrekordlers im 100-Meter-Lauf, Ben Johnson (Kanada) bei den Olympischen Sommerspielen 1988 in Seoul
- 1992 Dopingverdacht bzw. Medikamentenmissbrauch durch Katrin Krabbe, Grit Breuer, Manuela Derr und ihren Trainer Thomas Springstein.
- Der US-amerikanische Sprintstar, Weltrekordler und Olympiasieger Justin Gatlin wurde im Juli 2006 des Dopings überführt.

#### Rugby
- Im Frühjahr 2015 veröffentlichte Pierre Ballester, Autor des Buchs L.A. Confidential von 2005 über das Doping Lance Armstrongs, ein neues Werk mit Enthüllungen über die weite Verbreitung von Doping bei der in Frankreich drittbeliebtesten Sportart Rugby.[77]

#### Wintersport
- Disqualifikation der Drittplatzierten im 5-km-Langlauf Galina Kulakowa (Olympiasiegerin von Sapporo 1972 über 5 km, 10 km und in der Staffel) bei den Olympischen Winterspielen 1976 in Innsbruck wegen Anwendung eines Ephedrin enthaltenden Schnupfensprays. Sie wurde durch die FIS und das IOC nicht gesperrt und erreichte im 10-km-Einzelrennen Bronze sowie Gold in der Staffel.
- Disqualifikation des dreifachen Goldmedaillengewinners Johann Mühlegg bei den Olympischen Winterspielen 2002

#### Tennis
Die Welt-Anti-Doping-Agentur (WADA) untersucht mehrmals im Jahr die Werte der Tennisspieler bezüglich verbotener Substanzen. Die International Tennis Federation (ITF), der Tennisweltverband, legte die Zahlen offen, wie oft solche Tests tatsächlich stattfinden, etwa zehn bis vierzehn Mal pro Jahr. Die Sportler werden nicht nur bei Wettbewerben und Turnieren kontrolliert, sondern müssen sich auch abseits der Stadien auf Untersuchungen einstellen. Im Laufe der Jahre wurden nicht wenige prominente Profitennisspieler überführt, unerlaubte Substanzen eingenommen zu haben, darunter auch Kokain  Eine ausgewählte Gruppe von Tennisspielern wird im Rahmen des Athlete Biological Passport (ABP)-Programms regelmäßig getestet. ABPs werden im Tennis seit 2013 eingesetzt.
Dopingfälle seit 2015 (siehe auch Dopingfälle im Tennis):
- 2015: 15 Jahre Sperre für Wayne Odesnik aufgrund mehrerer Dopingvergehen.

- 2016: Positiver Dopingtest auf die Substanz Meldonium bei Maria Sharapova. Es folgt eine Sperre von zwei Jahren, nach Einspruch auf 15 Monate reduziert.

- 2017: Bei Sara Errani konnte ein Test Letrozol nachweisen. Als Strafe sperrt die ITF sie für zwei Monate.

- 2017 Zwölf Monate Sperre für Daniel Evans wegen Kokain-Konsums.

- 2017: Ein Test bei Thomaz Bellucci schlägt positiv auf ein verbotenes Diuretikum an. Es folgte eine Sperre von fünf Monaten.

- 2019: Bei Beatriz Haddad Maia werden zwei Anabolika nachgewiesen – zehn Monate Sperre.

- 2019: Abigail Spears wird bei den US Open positiv auf Testosteron und Prasteron getestet – 22 Monate Sperre.

- 2019: Nicolás Jarry wird positiv auf die Substanzen Ligandrol und Stanozol getestet – elf Monate Spielverbot.

- 2020: Bei Robert Farah wird Boldenon im Blut gefunden. Farah kann aber glaubhaft versichern, dass die Substanz durch den Konsum von Fleisch in seinen Körper gelangt war und kommt straffrei davon.

- 2022: Simona Halep wird positiv auf Roxadustat getestet und weist Unregelmäßigkeiten im Blutpass auf – vier Jahre Sperre. Der Internationale Sportgerichtshof (CAS) reduzierte die Sperre im März 2024 auf neun Monate.

- 2022: Kamil Majchrzak 13 Monate Sperre für wegen mehrerer positiver Dopingtests.

- 2022: Weil er vergessen hatte, eine Ausnahmegenehmigung für sein ADHS-Medikament Methylphenidat zu verlängern, wird Fernando Verdasco für zwei Monate gesperrt.

- 2023: Jenson Brooksby verstößt gegen die Meldeauflagen („whereabouts“) der WADA und verpasst drei Dopingtest innerhalb von 18 Monaten – vorläufige Sperre.

- 2023: Mikael Ymer wird dreimal in 18 Monaten nicht von den Dopingkontrolleuren dort angetroffen, wo er sich angeblich befinden sollte – 18 Monate Sperre.

- 2024: Jannik Sinner wurde im März zweimal positiv auf das verbotene Steroid Clostebol getestet und anschließend durch ein unabhängiges Gericht freigesprochen.

### Sportliche Anlässe
- Bei den Olympischen Sommerspielen in Athen 2004 wurden zehn Gewichtheber des Dopings überführt, unter ihnen der zweimalige griechische Silbermedaillengewinner Leonidas Sampanis, dem vor heimischem Publikum die Bronzemedaille aberkannt wurde. Die ebenfalls griechischen Sprinter und Olympiamedaillengewinner von Sydney Ekaterini Thanou und Konstantinos Kenteris entzogen sich durch einen vorgetäuschten Unfall einer Dopingkontrolle und traten nicht zu ihren Wettkämpfen an.
- 2007 wurden 15 österreichische Biathleten, Betreuer und Funktionäre wegen Besitzes von Dopingmitteln[81] während der Olympischen Winterspiele 2006, teilweise lebenslang für Olympische Spiele gesperrt.[82] Gegen das ÖOC wurde eine Geldstrafe von einer Million US-Dollar verhängt.
- Im Dezember 2014 recherchierte die auf Informationen der Whistleblower und Leichtathletin Julia Stepanowa und ihres Manns Witali beruhende[83] ARD-Dokumentation Geheimsache Doping – Wie Russland seine Sieger macht über flächendeckendes und systematisches Doping[84] in Russland auch im Vorfeld der Olympischen Winterspiele 2014 in Sotschi[85][86][87][88] mit Verbindungen bis in die Spitze des Leichtathletik-Weltverbands IAAF (seit 2020: World Athletics).[89]

Als Reaktion auf die Recherche setzte die WADA eine Untersuchungskommission ein. Das wenige Wochen vor den Olympischen Sommerspielen 2016 veröffentlichte Ergebnis der Untersuchung wurde als McLaren-Report bekannt. Der russische Leichtathletikverband erwog zunächst rechtliche Schritte, Anfang Februar 2015 trat sein amtierender Präsident Walentin Balachnitschew zurück. Im November 2015 wurde die gesamtrussische Leichtathletik-Föderation (ARAF) vom IAAF-Council vorläufig suspendiert. Damit darf der Verband bis auf weiteres keine Sportler zu internationalen Wettkämpfen entsenden und es droht ein Ausschluss russischer Leichtathleten von den Olympischen Sommerspielen 2016 in Rio de Janeiro.

## Verbotene technische Hilfsmittel

### E-Doping im Schachsport
E-Doping ist ein Schlagwort, mit dem die unerlaubte Zuhilfenahme von Computern zur Leistungssteigerung, insbesondere im Schachsport bezeichnet wird. Im Gegensatz zum Doping, welches auf die Steigerung der körperlichen und/oder geistigen Leistungsfähigkeit des Athleten zielt, beeinflusst der unerlaubte Einsatz elektronischer Hilfen nicht die Leistungsfähigkeit des Athleten; vielmehr handelt es sich um einen einfachen Regelverstoß im Sinne einer Unsportlichkeit. Da offensichtlich keine körperlichen Risiken für die Athleten bestehen, ist der Einsatz von solchen Hilfsmitteln in bestimmten Disziplinen des Schachsports, insbes. dem Fernschach, erlaubt.
Seitdem Schachcomputer bzw. sog. „Engines“ aufgrund größerer Rechentiefe selbst menschlichen Weltmeistern weit überlegen sind, besteht das Problem der Manipulation von Schachspielen durch Rückgriff auf elektronische Hilfsmittel. Dieses Problem hat sich durch die massenweise Verbreitung von Smartphones, auf denen entsprechende Engines installiert werden können, noch einmal verstärkt. Während anfänglich noch Betrugsfälle bekannt wurden, in denen Helfer im Turniersaal per SMS mit einem Dritten in Verbindung standen, der an einem leistungsfähigen Computer Stellungen analysierte und Zugvorschläge erarbeitete (so z. B. im Fall Sébastien Feller), sind mit zunehmender Leistungsfähigkeit von Smartphones Fälle bekannt geworden, in denen die Spieler selbst während ihrer Toilettenbesuche unerlaubte Hilfen in Anspruch nahmen (so z. B. im Fall Christoph N.)
Gemäß Nr. 11.3.2.1 der FIDE-Schachregeln dürfen Schachspieler grundsätzlich keinerlei elektronische Geräte am Spielort aufbewahren, die nicht zuvor vom Schiedsrichter ausdrücklich zugelassen wurden. Die Regeln sehen vor, dass der Turnierveranstalter in den Turnierregeln bestimmen kann, dass elektronische Geräte in vollständig ausgeschaltetem Zustand in einer Tasche aufbewahrt werden dürfen, die an einem vom Schiedsrichter zugelassenen Ort aufbewahrt wird und auf die ein Spieler nur mit Erlaubnis des Schiedsrichters zugreifen kann. Bei einem Verstoß sehen die FIDE-Regeln den Verlust der Partie vor, wobei der Veranstalter weniger schwerwiegende Maßnahmen bestimmen kann. Davon unberührt bleiben Disziplinarmaßnahmen der beteiligten Schachverbände.

### Motor-Doping
Bei der Cyclocross-Weltmeisterschaften 2016 wurde der 19-jährigen Belgierin Femke Van Den Driessche nachgewiesen, ein Rennrad mit verstecktem Motor bereitgehalten zu haben. Ihr wurden durch den Weltradsportverband ihre Titel U23-Europameisterin und Landesmeisterin aberkannt. Sie wurde mit CHF 20.000 Strafe belegt und bis zum 10. Oktober 2021, also für sechs Saisons gesperrt. Schon vor der Urteilsverkündung des UCI am 26. April 2016 gab sie ihren Rücktritt bekannt. In einem bei ihr gefundenen Rad befanden sich ein Minimotor, Batterien im Sattelrohr und ein Bluetooth-Auslöser.
Medien berichteten über angebliches Motor-Doping von sieben Radprofis bei zwei Radrennen in Italien und forderten die UCI auf, effektiver zu kontrollieren. UCI setzt bisher kostengünstig Magnetresonanzgeräte ein, die – etwa tabletgroß – am Radrahmen entlanggeführt werden. Als Alternative wird gefordert, mit Wärmebildkameras die Räder während der Fahrt zu filmen, wobei (neben Abwärme aus Lagerreibung, Rahmenstrapazierung) die Abwärme von Akku bzw. Motor sichtbar werden soll.
Branchenkenner verdächtigen sieben – namentlich nicht bekannt gewordene – teilnehmende Radprofis der Radrennen Strade Bianche in Italien 2016 des Motordopings.

## Doping an Tieren
Doping ist nicht nur beim Menschen bekannt, sondern wird auch dort eingesetzt, wo Tiere mit dem Menschen oder für ihn sportliche Erfolge erreichen sollen: beispielsweise im Pferdesport, bei Pferderennen oder bei Windhundrennen. In Deutschland ist Doping an Tieren bei Wettkämpfen oder ähnlichen Veranstaltungen gem. § 3 des Tierschutzgesetzes verboten, auch die Hunde- und Pferdesportverbände treffen Maßnahmen gegen Doping.

## Filme

### Dokumentarfilme in den Mediatheken
- 2014: Geheimsache Doping – Wie Russland seine Sieger macht in der ARD-Mediathek (58 Min.), abrufbar bis 20. Juli 2027
- 2015: Geheimsache Doping – Im Schattenreich der Leichtathletik in der ARD-Mediathek (56 Min.), kein Ablaufdatum
- 2018: Geheimsache Doping – Das Olympiakomplott (Teil I) in der ARD-Mediathek (35 Min.), abrufbar bis 16. Juli 2027
- 2018: Geheimsache Doping – Das Olympiakomplott (Teil II) in der ARD-Mediathek (27 Min.), abrufbar bis 16. Juli 2027
- 2019: Die Gier nach Gold – Der Weg in die Dopingfalle in der ARD-Mediathek (45 Min.), abrufbar bis 15. Juli 2027
- 2020: Geheimsache Doping – „Hau rein die Pille!“, ARD, 44 Minuten[100]
- 2021: Geheimsache Doping: Menschenversuche – Die heimlichen Experimente im DDR-Sport in der ARD-Mediathek (36 Min.), abrufbar bis 20. Juli 2027[101]
- 2021: Geheimsache Doping: Schuldig – Wie Sportler ungewollt zu Dopern werden können in der ARD-Mediathek (52 Min.), abrufbar bis 16. Juli 2027[102]
- 2023: Geheimsache Doping: Dealer in der ARD-Mediathek (45 Min.), abrufbar bis 4. April 2028

### Spielfilme
- 2014: Fair Play
- 2015: The Program – Um jeden Preis (The Program)